# 10-十一炔-1-醇
10-十一炔-1-醇（英語：10-undecyn-1-ol）是一种有机化合物，化学式C11H20O，可见于印度苦楝樹、山柰、紫苏等物种。
它和正丁基锂、三甲基氯硅烷反应，酸化后可以得到11-三甲基硅基-10-十一炔-1-醇。